# تسيتسكا تساشيفا
تسيتسكا تساشيفا دانغوفسكا (بالبلغارية: Цецка Цачева Данговска، ولدت في 24 مايو 1958) محامية وسياسية بلغارية وتتبع الحزب الوطني الألماني، وهي الرئيس الحالي للجمعية الوطنية في بلغاريا، بعد أن تولت المنصب في 27 أكتوبر 2014. كانت قد شغلت هذا المنصب في السابق. تعتبر تسيتسكا تساشيفا هي أول امرأة ترأس الجمعية الوطنية في بلغاريا منذ إنشائها في عام 1878.